# Today (песня The Smashing Pumpkins)
«Today» (с англ. — «Сегодня») — песня американской альтернативной рок-группы The Smashing Pumpkins, написанная вокалистом и ритм-гитаристом коллектива Билли Корганом.
Несмотря на оптимистичное звучание композиции, она содержит мрачный текст; Корган написал песню о дне, когда его настигли мысли о самоубийстве. Противопоставление между мрачной тематикой песни и мягкой инструментальной частью куплетов, в сочетании с иронией в текстах, оставил многих слушателей в неведении о депрессивном и отчаянном повествовании песни. В песне чередуются тихие мечтательные куплеты и громкие припевы с перегруженными гитарами.
Песня была выпущена в сентябре 1993 года как второй сингл со второго студийного альбома группы Siamese Dream, являющийся также дебютной работой коллектива на мейджор-лейбле. «Today» и последующий сингл «Disarm» были отмечены AllMusic за популяризацию группы и «отправление [Siamese Dream] в стратосферу». Композиция «Today» в целом была хорошо принята критиками. В статье Blender она описывается как «достигшая замечательного статуса одной из определяющих песен своего поколения, идеально отражающая раздробленное отчуждение американской молодежи в 1990-х годах».

## Предыстория и запись
После выпуска и незначительного успеха дебютного альбома группы Gish, The Smashing Pumpkins окрестили как «следующих Nirvana». Однако в то время группа испытывала ряд трудностей. Барабанщик Джимми Чемберлин страдал от серьёзной героиновой зависимости, лид-гитарист Джеймс Иха и басистка Д’арси Рецки недавно разорвали романтические отношения, а вокалист Билли Корган страдал от творческого кризиса и впал в депрессию до такой степени, что подумывал о самоубийстве: «После первого альбома я стал полностью склонен к самоубийству. Это была восьмимесячная депрессия. Из них примерно два или три месяца я был готов покончить с собой».

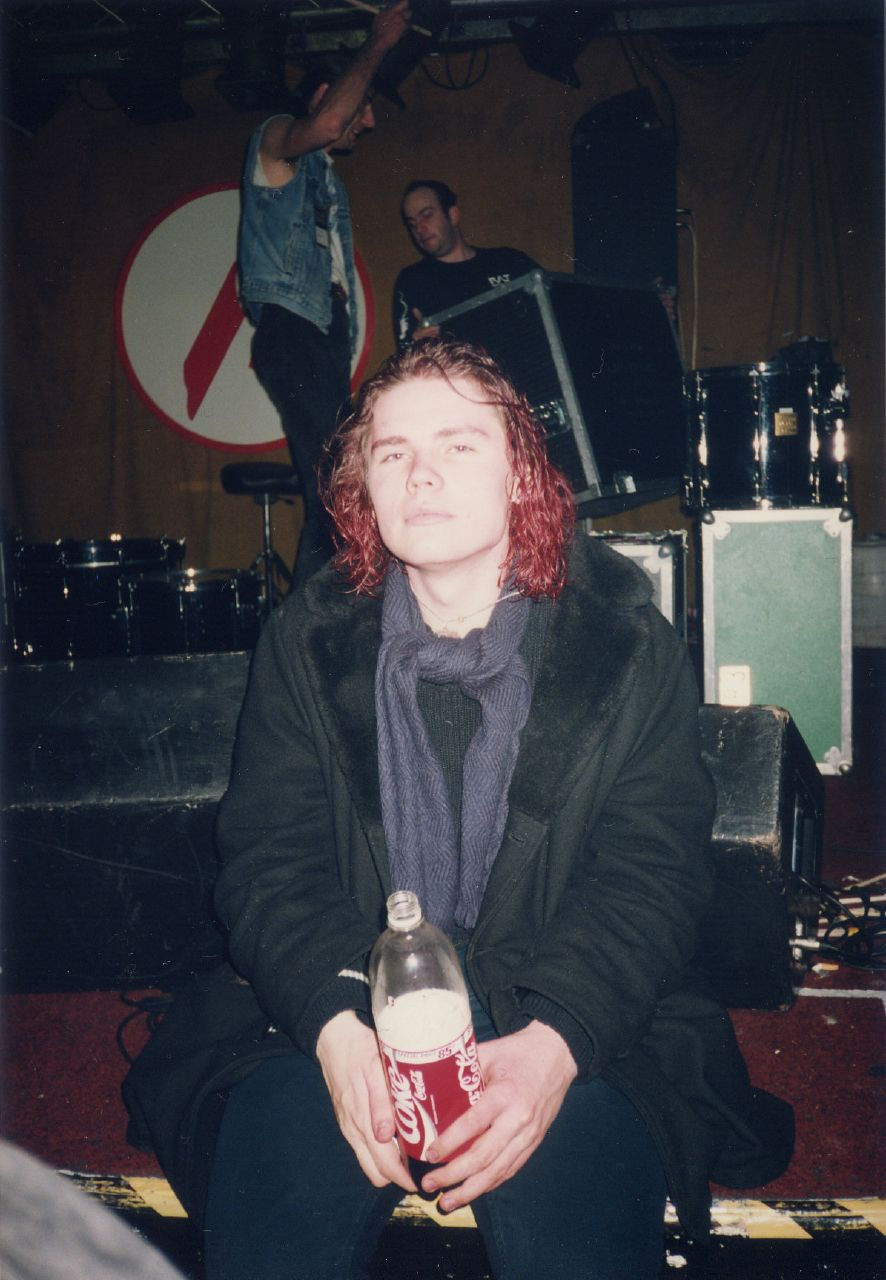
Вокалист Билли Корган в 1992 году

«Today» была первой песней, которую Корган написал для Siamese Dream. Корган говорил: «На следующий день после того, как я написал „Today“, мой менеджер услышал её и сказал, что это хит, и я думаю, в каком-то смысле так оно и было». Корган показал записанную им демоверсию песни продюсеру Бутчу Вигу и остальным участникам группы — все отреагировали положительно. В композиции уже была сочинена последовательность аккордов и мелодия, но Корган чувствовал, что песне необходим вступительный рифф. Про его создание фронтмен говорил: «Однажды ни с того ни с сего я услышал в своей голове вступительные ноты. Когда я добавил вступительный рифф, это полностью изменило характер песни. Внезапно у меня появилась песня, которая начиналась тихо, а затем становилась очень громкой». Вскоре после этого руководители Virgin Records отправились проведать группу, узнав о проблемах участников коллектива, но остались довольны результатом. Их реакция только усилила давление на Коргана; в результате он сам записал большую часть партий гитары и бас-гитары, в том числе и в готовой версии «Today».
Запись альбом Siamese Dream была завершена спустя четыре месяца после установленного срока, значительно превысив бюджет. Руководители Virgin Records считали идеальным решением выпустить «Today» в качестве ведущего сингла, но Корган настоял выпуске «Cherub Rock», одной из последних песен, написанных для альбома. В отличие от этой композиции, которая имела скромный успех, «Today» принесла группе популярность благодаря широкой трансляции по радио и успешному музыкальному видеоклипу.

## Музыка и текст

Гитарное вступление в начале песни, повторяющееся четыре раза

Песня «Today» написана в тональности ми-бемоль мажор (E♭), при этом гитарные партии исполняются в стандартном настрое. Корган заменил привычную ему тональность ми-мажор на пол тона ниже, прокомментировав: «Было что-то такое в звучании E♭, что мне понравилось. Так что это [настройка] абсолютно и намеренно в ми-бемоль, а не в ми». «Today» — одна из первых песен альбома Siamese Dream, в которой Корган взял на себя обязанности Ихы и Рецки по игре на гитаре и басу, чтобы обеспечить качество; Позже Рецки заявляла, что Корган «может сделать что-то за три дубля, тогда как мне, возможно, потребуется двадцать».
Песня продолжительностью в три минуты и двадцать одну секунду начинается с однотактного вступительного гитарного риффа, являющийся частью мажорной пентатоники ми-бемоль. Корган использует этот рифф и его вариации, чтобы указать на грядущие изменения в песне. После того, как рифф сыгран четыре раза, входят остальные участники группы под аккомпанемент гитар с обратной связью. Нед Раггетт из AllMusic прокомментировал способность песни «чередовать более спокойные, почти похожие на The Cure части и более громкие кранчи, а также гитарный стиль Коргана, основанный на перевоплощении риффов My Bloody Valentine». Припев, состоящий из нескольких гитарных проигрышей, играющих барре-аккорды, является фирменной приёмом группы накладывать несколько ритм-гитар. Хотя в песне нет стандартного гитарного соло, во время бриджа появляется короткая мелодичная гитарная партия. Корган объяснил: «Небольшой гитарный брейк над аккордом C на самом деле представляет собой мелодию, который мы вставили задом наперед. Затем в динамиках раздается вокальный эффект, созданный с помощью Roland Space Echo для регенерации последнего слова вокальной линии „Я хочу тебя возбудить“».
Мрачный, ироничный текст песни, описывающий день, когда Корган чувствовал себя подавленным и думал о самоубийстве, контрастирует с мелодией. Майкл Снайдер из San Francisco Chronicle сказал, что песня «совершенно красива, как рок-баллады», но отметил, что «Коргану удается передать воодушевление и трагическое освобождение, к которым он стремится». Фронтмен рассказал журналу Rolling Stone: «Я действительно думал о самоубийстве… Я подумал, что было бы забавно написать песню, в которой говорилось бы, что сегодня — величайший день в моей жизни, потому что хуже него уже быть не может». Позже Корган сравнивал написание текстов «Today» и «Disarm». Впервые коллектив исполнил песню вживую 20 сентября 1993 года на шоу «Поздняя ночь с Дэвидом Леттерманом».

## Видеоклип

Промо-иллюстрация Билли Коргана и Джеймса Иха, снятая во время съемки видеоклипа «Today»

Видеоклип, снятый Стефаном Сенауи, принес группе ещё больший успех благодаря частой трансляции на телеканале MTV. Выпущенный в сентябре 1993 года, он был снят с использованием фототехники низкого качества, что, как и несколько других ранних видеороликов Pumpkins, было преднамеренным стилистическим решением. Корган сказал, что сюжет видео был вдохновлен его воспоминанием о водителе грузовика с мороженым, который, уволившись с работы, раздал остатки мороженого соседским детям. Затем этот образ был объединен с собственными чувствами Сенауи, вдохновлёнными фильмом «Забриски-пойнт». Видео доступно на DVD-сборнике The Smashing Pumpkins - Greatest Hits Video Collection (1991–2000), выпущенном в 2001 году.
Видеоклип начинается с того, что Корган, одетый в форму мороженщика, читает комикс. Отрывок вступления к песне воспроизводится и несколько раз останавливается перед началом песни. Группы из двух и более человек целуются рядом с ним, пока он едет в фургоне по пустыне. По пути, Корган берет Иху, одетый в платье, и они некоторое время едут, прежде чем остановиться на заправочной станции, где Чемберлин и Рецки выступают в роли заправщиков. После того, как Иха переодевается в желто-белый ковбойский костюм, группа раскрашивает фургон в разные цвета. Ещё больше людей начинают целоваться на холмах, когда группа уезжает в фургоне от заправочной станции. Однако в конечном итоге Коргана выгоняют, и видео заканчивается тем, что он уходит с дороги в ковбойской шляпе, а фургон уезжает. Видео было снято 29 августа 1993 года. Первые кадры были сняты возле здания Taft Hardware Wilsons, расположенного в Тафте, Калифорния.

## Приём
| Оценки критиков | Оценки критиков |
| Источник        | Оценка          |
| --------------- | --------------- |
| AllMusic        | без оценки      |
| Billboard       | без оценки      |

Композиция «Today» получила в целом положительные отзывы. Нэд Рэгжетт из AllMusic назвал песню «штурмующей, при этом запоминающейся». Джонни Блэк из журнала Blender заметил, что трек «достиг замечательного статуса одной из главных песен своего поколения». Роберт Кристгау назвал «Today» одним из основных моментов Siamese Dream. Тем не менее, Бретт Хикман из журнала Stylus сказал: «Ничто не может сделать «Today» звучать свежей снова [на концертном альбоме Earphoria]. Это яркий пример силы радио и MTV в разрушении великой песни». «Today» возглавил список лучших синглов журнала Eye Weekly за 1993 год, а также занял 32-е место в списке лучших синглов NME на конец года.
«Today» является одним из самых успешных ранних синглов The Smashing Pumpkins; Трек также был признан одной из песен, которые вывели группу в мейнстрим. На момент выпуска, «Today» была наиболее популярной песней группы, заняв четвертое место в Billboard Modern Rock Tracks. Трек также достиг 28-й позиции в Billboard Mainstream Rock Tracks и стал одной из первых песен Pumpkins, попавших в чарты Великобритании, достигнув 44-й позиции. Позже, в обзоре сборника лучших хитов группы Rotten Apples, Дэн Таллис из BBC назвал «Today» одним из «хитов, которые вывели крутую альтернативную рок-группу на территорию стадионного рока». Ник Сильвестр из Pitchfork Media также охарактеризовал трек как «красная ковровая дорожка The Smashing Pumpkins для прославленных братств альтернативного рок-радио».

### Итоговые списки
| Издатель   | Страна         | Название                                     | Год  | Позиция |
| ---------- | -------------- | -------------------------------------------- | ---- | ------- |
| Eye Weekly | Канада         | Синглы года                                  | 1993 | 1       |
| NME        | Великобритания | Синглы года                                  | 1993 | 32      |
| Blender    | США            | Величайшие песни всех времён!                | 2001 | —       |
| Q          | Великобритания | 1001 лучшая песня всех времён (2003)         | 2003 | 462     |
| 97X        | США            | 500 лучших современных рок-песен всех времён | 2006 | 63      |

## Другие версии
Песня «Today» появилась на нескольких официальных релизах Smashing Pumpkins, включая альбом лучших хитов группы Rotten Apples и бокс-сет Siamese Singles. Концертная версия «Today», исполненная в Чикаго, родном городе группы, была включена в видео-альбом Vieuphoria 1994 года и в сопутствующий ему альбом Earphoria; Крис Дален из Pitchfork назвал данное исполнение «триумфальной записью». Песня также появлялась в различных версиях на нескольких бутлегах Smashing Pumpkins, таких как Unplugged: 100% Pure Acoustic Performances, который включает неофициальные концертные и акустические записи.
Трек «Today» вошел в несколько сборников. Восемнадцатый том Indie Top 20, серии сборников, спонсируемых Melody Maker и служащих «капсулой времени британской инди-музыки», включает «Today» в качестве четвертого трека. Песня появляется на двухдисковом голландском импортном альбоме MTV Rock Am Ring, сборнике хит-синглов начала 1990-х.

### Кавер-версии
Кавер-версии песни вошли в несколько трибьют-альбомов. В сборнике A Gothic–Industrial Tribute to Smashing Pumpkins индастриал-группа Shining представляет танцевальную версию песни. Соломон Берк-младший, сын влиятельного соул-музыканта Соломона Берка, внес «радикально измененную» версию «Today» для Midnight in the Patch: Tribute to the Smashing Pumpkins, исполнив песню в стиле Motown.

## Список композиций
| №                   | Название            | Длительность |
| ------------------- | ------------------- | ------------ |
| 1.                  | «Today»             | 3:22         |
| 2.                  | «Hello Kitty Kat»   | 4:32         |
| 3.                  | «Obscured»          | 5:20         |
| Общая длительность: | Общая длительность: | 13:14        |

## Участники записи
Информация взята с журнала Blender и сайта AllMusic.
- Джимми Чемберлин — ударные
- Билли Корган — гитара, бас-гитара, вокал, продюсирование
- Боб Людвиг — инжиниринг
- Бутч Виг — продюсирование

## Чарты

### Еженедельные чарты
| Хит-парад (1993–1994)           | Высшая позиция |
| ------------------------------- | -------------- |
| Австралия                       | 57             |
| Великобритания                  | 44             |
| Новая Зеландия                  | 36             |
| США (Adult Alternative Airplay) | 4              |
| США (Bubbling Under Hot 100)    | 3              |
| США (Mainstream Rock)           | 28             |
| США (Hot 100 Airplay)           | 56             |

## Сертификация
| Страна                                                                       | Статус      | Продажи |
| ---------------------------------------------------------------------------- | ----------- | ------- |
| Великобритания                                                               | Cеребрянный | 200 000 |
| данные о продажах и стриминговых трансляциях основаны только на сертификации |             |         |

## Комментарии
1. ↑  Отзыв был написан ссылаясь на концертную версию песни из альбома Earphoria.